# Philae (robot)
Philae, Philae (robot) hay Philae (tàu vũ trụ) (/ˈfaɪliː/ hoặc /ˈfiːleɪ/) là một
tàu thăm dò của Cơ quan Vũ trụ châu Âu. Ngày 12 tháng 11 năm 2014, tàu thăm dò này lần đầu tiên trong lịch sử đáp xuống sao chổi. Tuy nhiên sau đó, do sao chổi nằm xa Mặt Trời, nên robot không có năng lượng ánh sáng Mặt Trời để tiếp tục hoạt động mà phải chuyển qua chế độ ngủ đông.
Ngày 14 tháng 6 năm 2015, tàu thăm dò này hoạt động trở lại sau 7 tháng tạm dừng hoạt động vì không có đủ ánh sáng năng lượng Mặt Trời.

## Hình ảnh

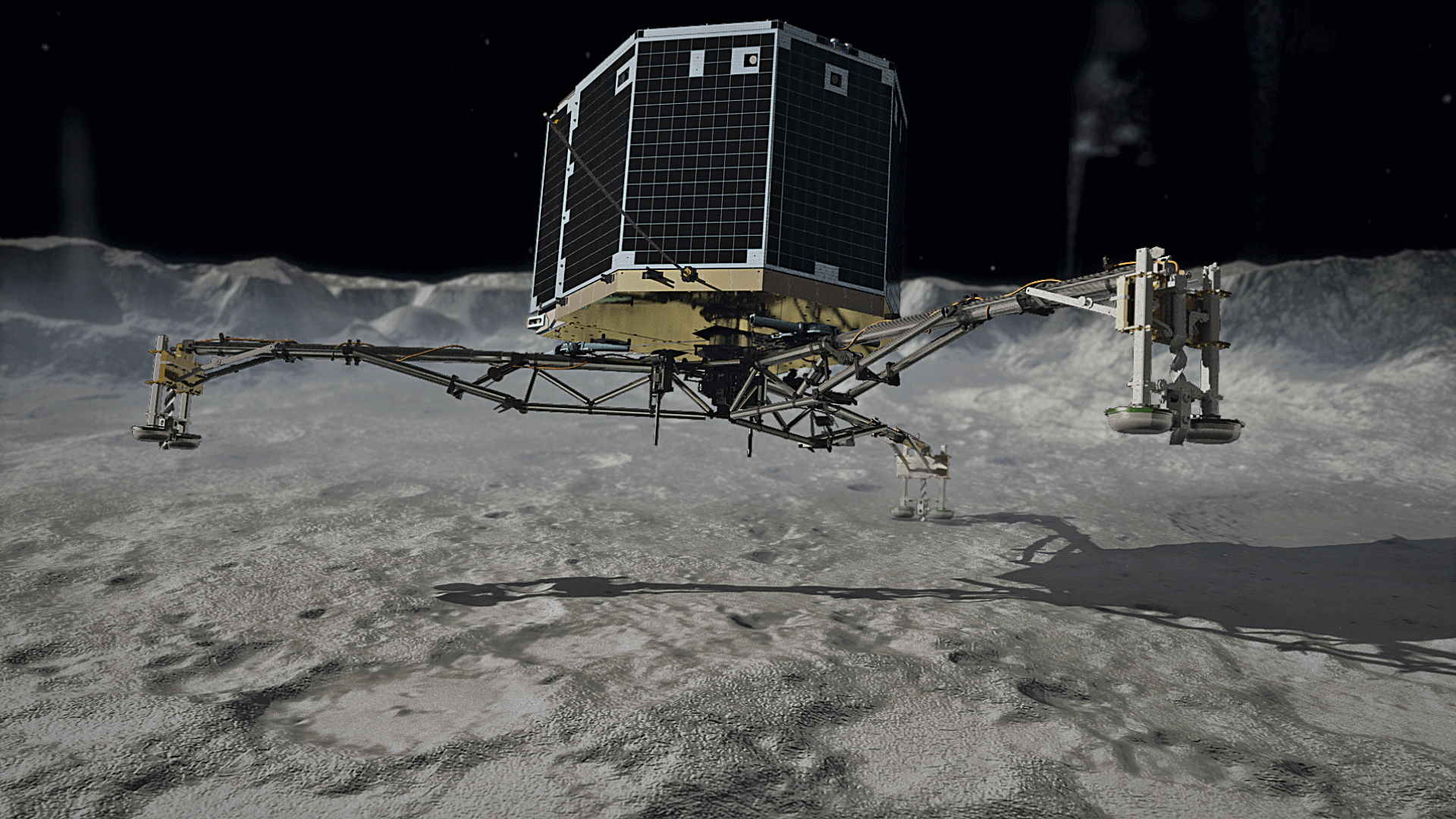
Mô phỏng Philae hạ cánh xuống sao chổi
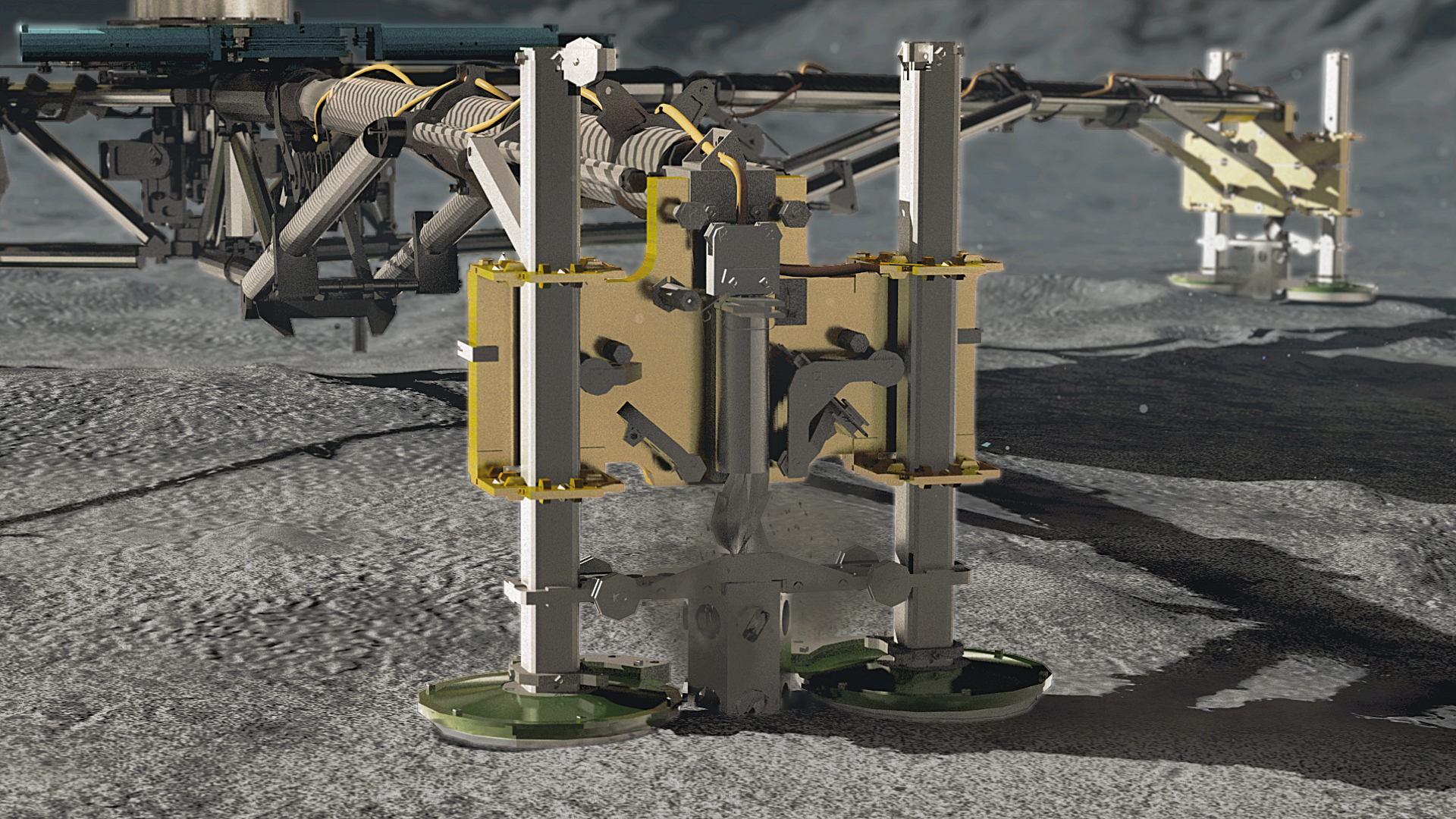
Các chân ốc vít của Philae